# Daiei Film
Daiei Film Co. Ltd. (Kyūjitai: 大映映画株式會社 Shinjitai: 大映映画株式会社 Daiei Eiga Kabushiki Kaisha) va ser un estudi de cinema japonès. Fundat el 1942 com a Dai Nippon Film Co., Ltd., va ser un dels estudis més importants durant l'Edat d'Or de la postguerra del cinema japonès, produint no sols obres mestres artístiques, com Rashōmon d'Akira Kurosawa' (1950) i Ugetsu de Kenji Mizoguchi (1953), però també va llançar diverses sèries de pel·lícules, com ara Gamera, Zatoichi i Yokai Monsters, i fent les tres pel·lícules de Daimajin (1966). Es va declarar en fallida el 1971 i va ser adquirida per Kadokawa Pictures.

## Història

### Origen
Daiei Film va ser el producte dels esforços del govern per reorganitzar la indústria cinematogràfica durant la Segona Guerra Mundial per racionalitzar l'ús dels recursos i augmentar el control sobre el mitjà. En contra d'un pla del govern per combinar tots els estudis cinematogràfics en dues empreses, Masaichi Nagata, un executiu de Shinkō Kinema, va pressionar amb força per un pla alternatiu per crear tres estudis. Els seus esforços van guanyar i Shinkō Kinema, Daito Eiga i el grup de producció de Nikkatsu (els cinemes de Nikkatsu no van participar en la fusió) es van fusionar el 1942 per formar el Dai Nippon Eiga Seisaku Kabushiki Kaisha, o Daiei per abreujar. El novel·lista Kan Kikuchi va ser el primer president, amb Nagata com a executiu. Els estudis de Daiei estaven situats a Chofu, Tòquio i a Uzumasa a Kioto.

### Època daurada

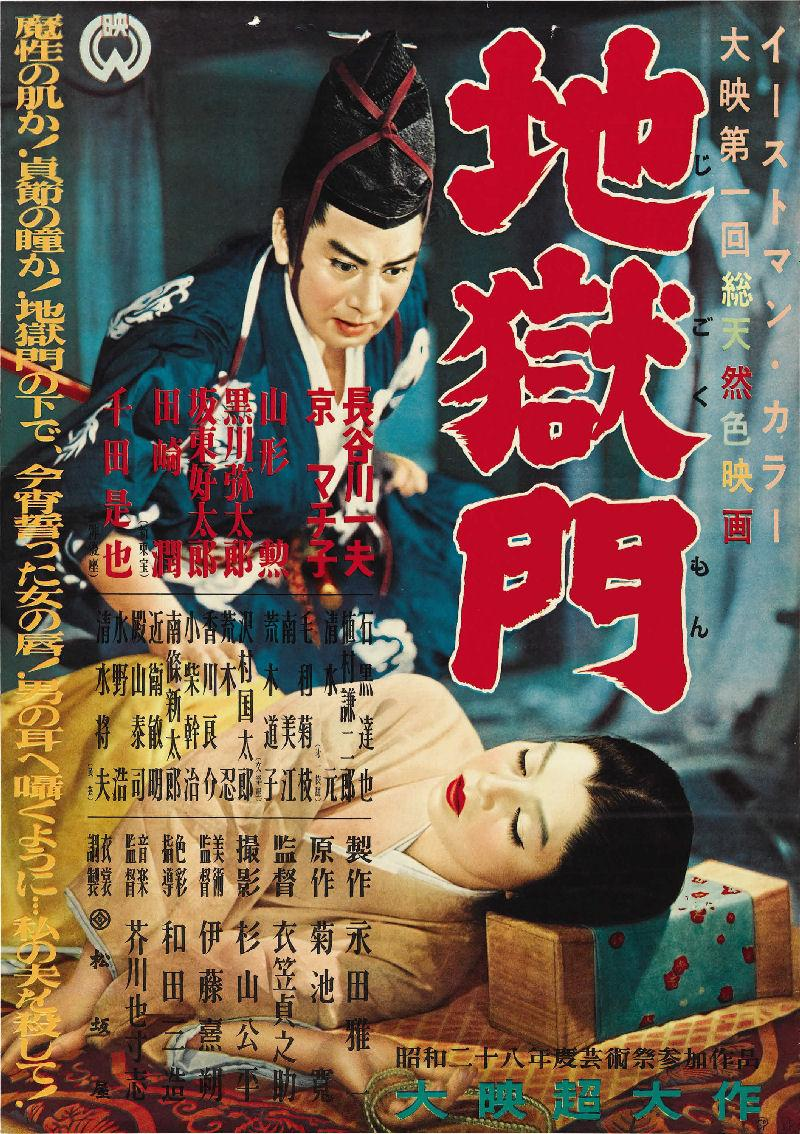
Poster de l'estrena de Jigokumon

Nagata es va convertir en president el 1947 i, a part d'un breu període en què va ser depurat per les autoritats de l'Ocupació, va romandre en aquest càrrec fins al 1971 Sota el seu mandat, Daiei va produir Rashōmon (1950) d'Akira Kurosawa i la va presentar a la Mostra Internacional de Cinema de Venècia, on va guanyar el gran premi i es va convertir en la primera pel·lícula japonesa per guanyar un premi internacional, introduint així el cinema japonès al món. Daiei també va produir Jigokumon de Teinosuke Kinugasa (1953), la primera pel·lícula japonesa en color que es va projectar a l'estranger, guanyant ambdues una Oscar a la millor pel·lícula de parla no anglesa i la Palma d'Or al Festival Internacional de Cinema de Canes. Daiei també va produir pel·lícules tan reconegudes com Ugetsu (1953) de Kenji Mizoguchi i Sansho Dayu (1954), així com Jokyo ("Testament d'una dona", 1960) que es va presentar al 10è Festival Internacional de Cinema de Berlín. En el pla popular, Daiei també era conegut per una sèrie de pel·lícules tan reeixides com la Sèrie Zatoichi protagonitzada per Shintaro Katsu, la sèrie Nemuri Kyoshiro protagonitzada per Raizō Ichikawa, l'original La sèrie Gamera, la trilogia Daimajin i la trilogia Monstres Yokai. Daiei també va produir moltes sèries de televisió com Shōnen Jet.
En el seu apogeu, Daiei va comptar amb talent com els actors Raizō Ichikawa, Shintaro Katsu, Kazuo Hasegawa, Fujiko Yamamoto, Machiko Kyō i Ayako Wakao; els directors Kenji Mizoguchi, Kon Ichikawa, Yasuzo Masumura, Tokuzō Tanaka, i Kenji Misumi; i els directors de fotografia Kazuo Miyagawa i Fujirō Morita.
Com alguns altres estudis de cinema japonesos, Daiei tenia el seu propi equip de beisbol professional als anys 50, els Daiei Stars, que més tard es van convertir en Daiei Unions. Aquests equips finalment es van convertir en els Chiba Lotte Marines.

### Fallida i després
Patint de la corrupció de Nagata i un descens de l'assistència a tota la indústria, Daiei va intentar mantenir-se amb vida fent equip amb Nikkatsu per crear Dainichi Eihai, però finalment es va declarar en fallida al desembre de 1971. El director d'art Yoshinobu Nishioka i alguns dels seus empleats van fundar Eizo Kyoto production. Altres membres de la unió, però, van aconseguir que Yasuyoshi Tokuma, el president de l'editorial Tokuma Shoten, reviscolés l'empresa el 1974. L'empresa va continuar com a productora, realitzant només un petit nombre de pel·lícules, algunes de les quals eren espectaculars de gran pressupost com la coproducció internacional Mikan no taikyoku (1982), una nova trilogia Gamera (1995, 1996). i 1999), èxits d'art house com Shall we dansu? (1996) i pel·lícules de gènere com la de Kiyoshi KurosawaKairo o Dead or Alive de Takashi Miike.
Després de la mort de Yasuyoshi Tokuma, Daiei Film Co. va ser venuda a la Kadokawa Shoten Publishing Co. El novembre de 2002, el president Maihiko Kadokawa va anunciar que Daiei Film Co. es fusionaria amb la pròpia divisió de cinema de la companyia, Kadokawa Pictures, per formar Kadokawa-Daiei Film Co. Ltd. L'any 2004, va deixar el nom de Daiei i ara es coneix simplement com a Kadokowa Pictures.